# 三角仔太慈宮
太慈宮是臺灣臺南市學甲區的一間廟宇，位於舊時傳統學甲十三庄學甲中社庄頭裡的三角仔聚落，同時也是該聚落的角頭廟宇之一，主祀為中壇元帥（太子爺），同祀神祇有觀音佛祖與黑虎將軍等，其在學甲慈濟宮代表選舉屬學甲中角選區。也因為其屬於十三庄中的47角頭之一，因此在學甲慈濟宮上白礁謁祖與學甲刈香兩大活動中，也是基本參與遶境的重要廟宇之一。
在行政區域上，在日本佔據臺灣時與中社角、溪仔墘等聚落合為學甲二堡，臺灣光復後加之學甲升格為鎮級單位，中社角、三角仔及溪仔墘的一部分也順勢升格為里，而3地便合為西明里。其後，為簡化行政區的管轄於2006年02月01日，學甲實施行政區域的調整，將原有的26里合併成13個里，此時將西明里及宜民里合併為新的里為明宜里，故目前太慈宮位於明宜里境內。

## 建廟沿革
據廟內的興建誌所述，太慈宮的祭祀最早可追朔至明鄭來臺初期（1661年），當時是福建沿海一帶不願受清外族統治的軍民們，在明朝末年追隨鄭氏軍隊離開家鄉來臺進行開墾，之後隨著返回祖地幾乎已無希望，於是便落腳於各自的開墾或移墾地，而當初選擇於西明與慈生兩地的先民，在進行開墾的同時，便已經開始祭祀中壇元帥等諸神祇。只是初期因經濟與各項條件不足，並沒有建廟來供俸神尊，也基於西明里、慈生里兩地多為謝姓庄民主事，因此初始之際為由謝姓信徒以擲筊方式來選定爐主，並由當年值年爐主來奉祀神尊。此方式的祭祀神尊行之多年，只是之後當地的耆老們覺得不妥便進行商議，改由西明里中的三角仔信徒們來擲筊產生爐主。
隨著信眾日益增加，因而加入祭祀的姓氏族群也愈發複雜，且長久以來皆無固定之場所供信眾參拜，因此信眾們遂而倡議需興建固定的宮廟，也認信眾們平時也可以參拜。於是便於1995年籌組中壇元帥管理委員會，同時也開始進行建廟吉地的選定，終於在1998年取得現址可做為廟地，並於1999年吉時動土，於次年2000年完工並舉行入火安座儀式。

## 軼事
當地信徒曾有傳聞，在1958年有位信徒在恭請觀音佛祖神像時，因一時的疏失竟然神尊在無意間被火化掉了，然而當地庄民則有另一個傳說，即神尊金身是被其它地區的信眾偷偷地恭請去它庄奉祀。但無論是哪個因素之故，從此時起太慈宮內卻無觀音佛祖神尊，因而從此時起直至建廟期間皆無其金身，信徒們只能膜拜原觀音佛祖所使用的香爐來取代神尊。直到在決定要興建廟宇的同時，廟方才又重新雕塑觀音佛祖以及鎮殿的中壇元帥神像。
當年在改爐主所在地域為三角仔的用意，其實是為了風水地理上的考量，太慈宮的位置在於學甲水脈的末端，因而也是有意商請神尊予以鎮守水尾，順便也可以護佑信徒大眾以及境內得以平安。
出生於白河的書畫藝術教育家李伯元（1936-），從教數十年在其退休之後，也曾經旅居國外二十年之久，其最後回到臺灣選擇在太慈宮旁的三合院隱居。也因不再過問一些社為俗事，因此太慈宮便成為李氏常到的處所，也是其休閒的所在之一。

## 圖集

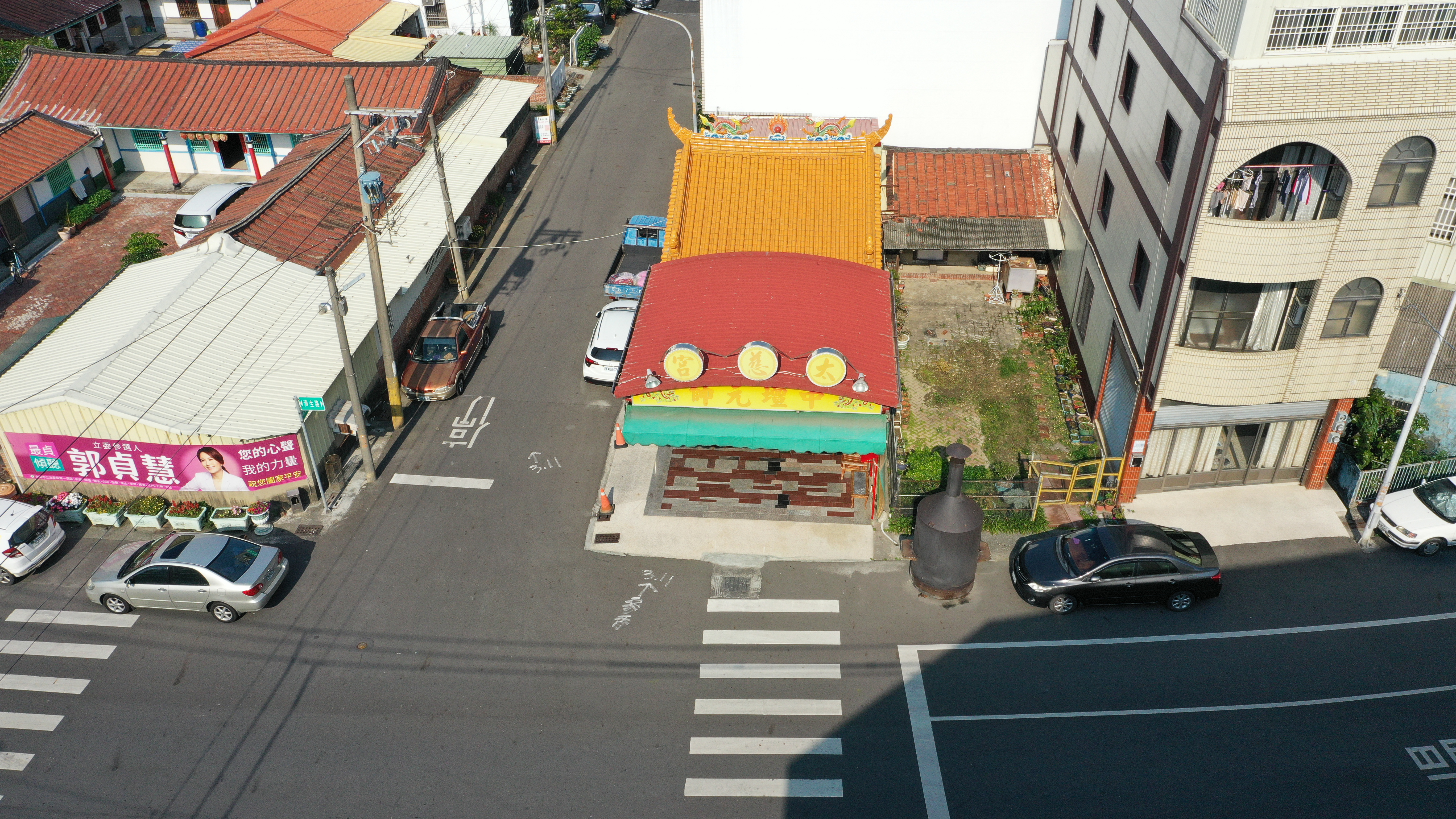
空照鳥瞰
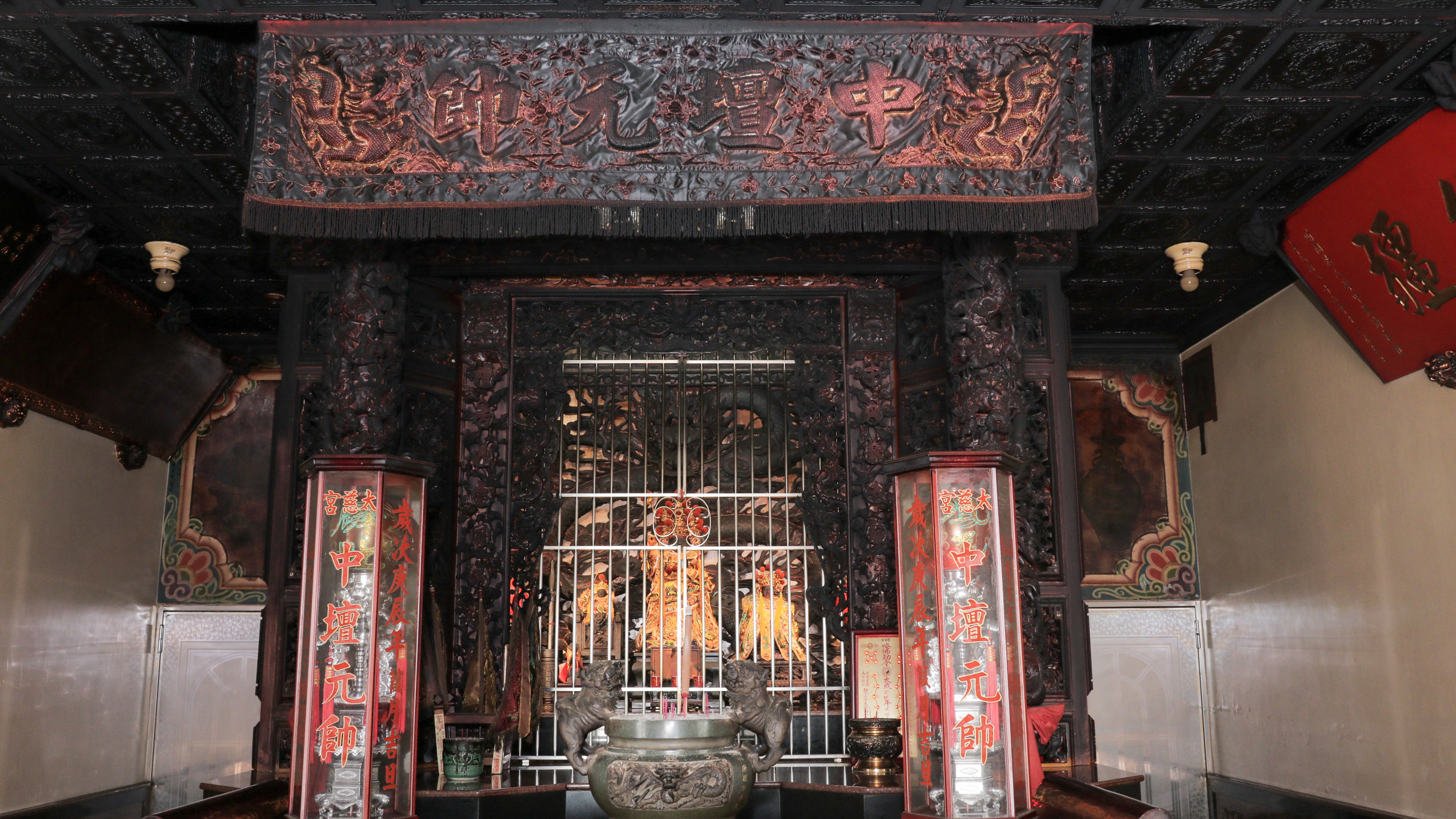
廟內神龕
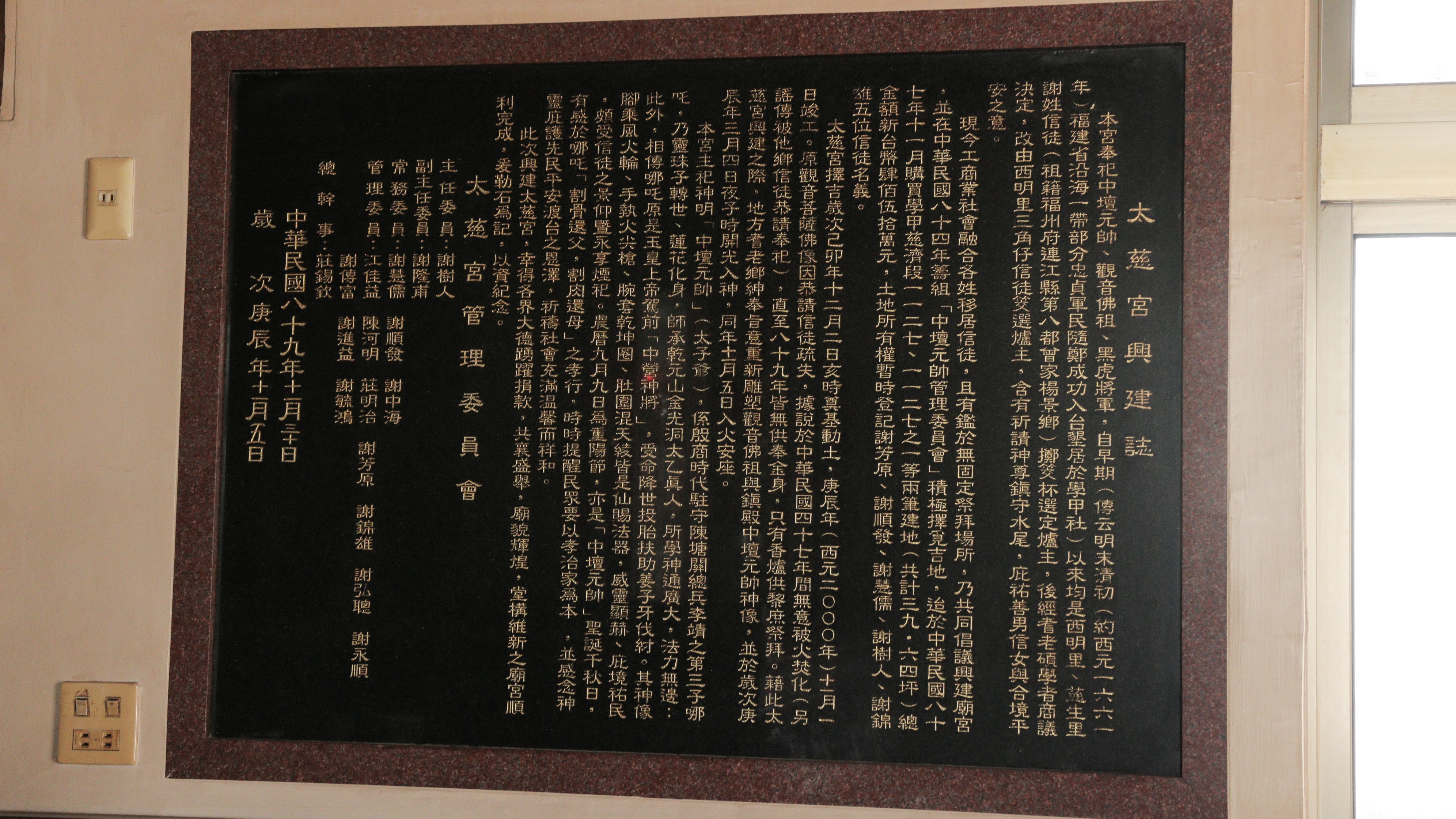
興建碑誌
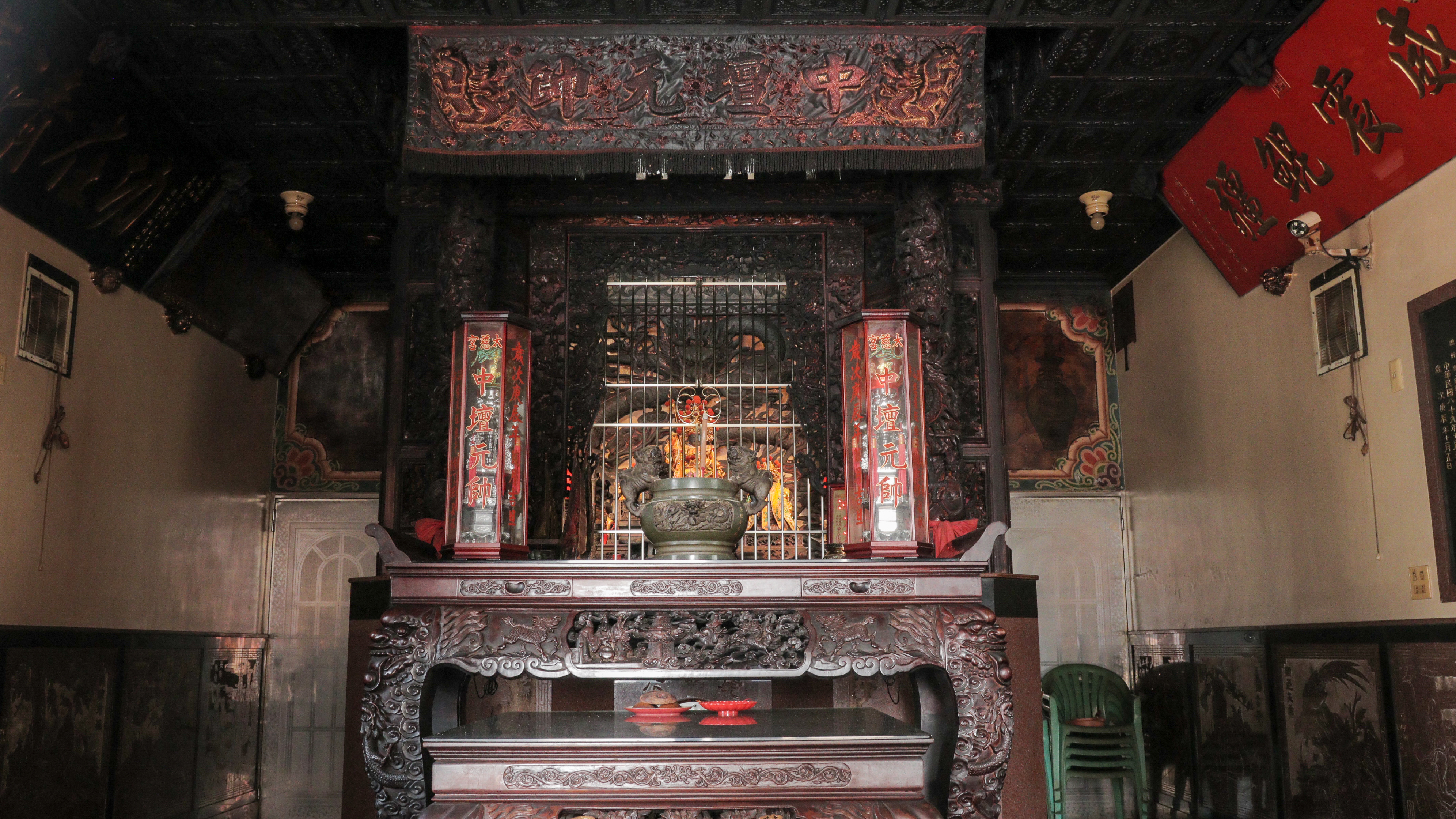
神龕及錫燈
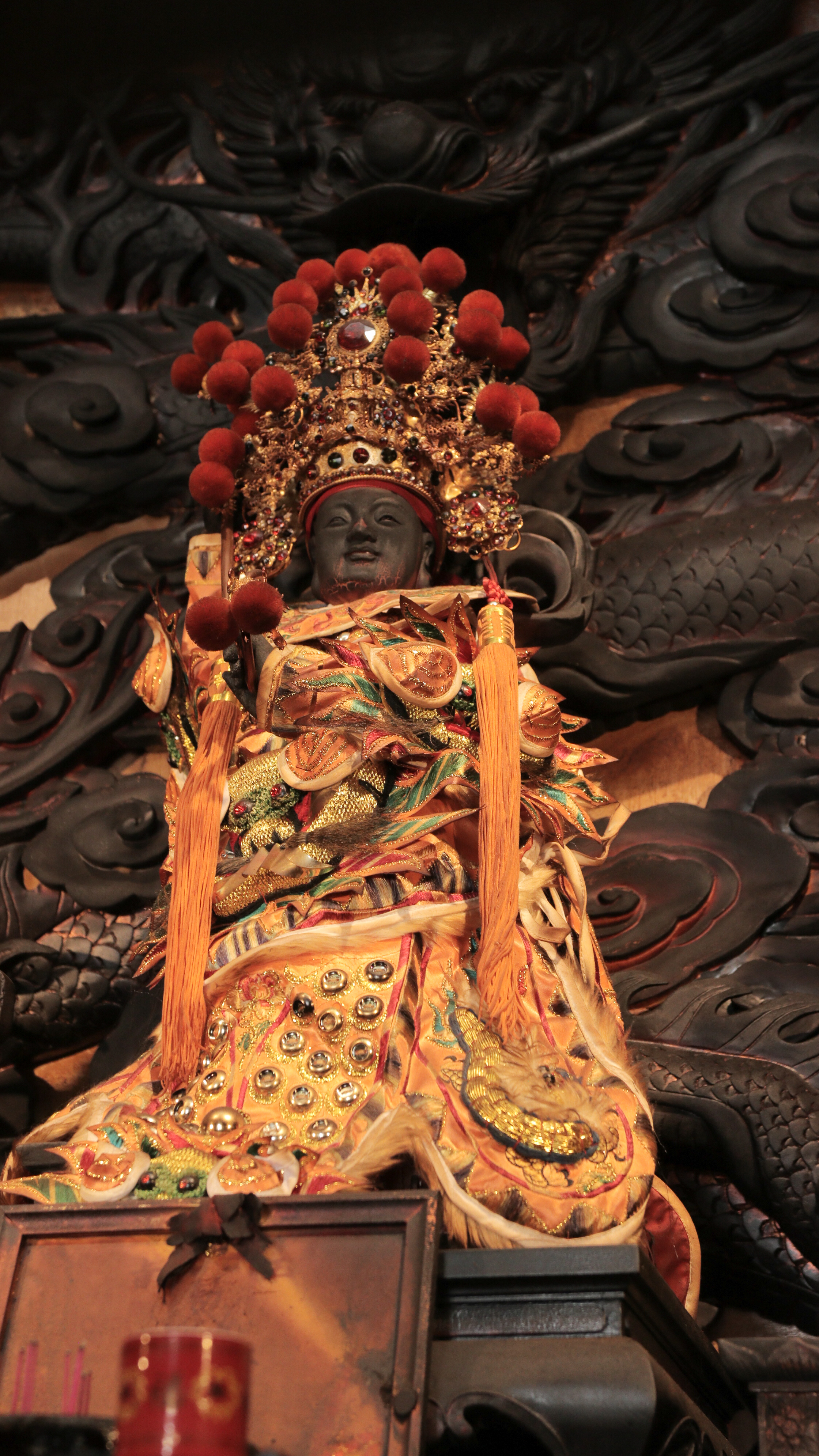
主祀中壇元帥